# Adolf Gehrts
Adolf Gehrts (30 ottobre 1886 – 17 gennaio 1943) è stato un calciatore tedesco, di ruolo attaccante.